# 스케디오스
스케디오스(Σχεδίος)는 그리스 신화에 나오는 이름으로 다음의 4명의 이름이다.
- 스케디오스는 이피토스의 아들. 에피스트로포스의 형이다. 이들 두 형제는 포키스군대와 40척을 전함을 이끌고 그리스 연합군으로 트로이아 전쟁에 참가하였다. 그는 큰 아이아스에게 던진 헥토르의 창을 맞아 죽었다.
- 스케디오스는 페리메데스의 아들로 역시 트로이 전쟁에 참가하였고 헥토르의 손에 죽었다.
- 스케디오스는 페넬로페의 구혼자중 한 사람으로 오딧세우스에게 죽었다.
- 스케디오스는 네오프톨레모스에게 죽은 트로이아 병사였다.